# Wade Allison
Pour les articles homonymes, voir Allison.
Wade Allison (né le 14 octobre 1997 à Carman, province du Manitoba) est un joueur professionnel canadien de hockey sur glace. Il évolue au poste d'attaquant.

## Biographie

### Carrière
Allison commence sa carrière junior avec le Storm de Tri-City dans l'USHL en 2014-2015. L'équipe remporte la Coupe Clark 2016. Il est choisi au 2e tour, en 52e position par les Flyers de Philadelphie lors du repêchage d'entrée dans la LNH 2016. De 2016 à 2020, il poursuit un cursus universitaire à l'université de l'Ouest du Michigan. Il évolue quatre saisons avec les Broncos dans le championnat NCAA. Le 15 avril 2021, il joue son premier match dans la Ligue nationale de hockey avec les Flyers de Philadelphie face aux Penguins de Pittsburgh. Deux jours plus tard, il marque son premier but face aux Capitals de Washington.

## Statistiques
| Saison    | Équipe                      | Ligue |    | Saison régulière | Saison régulière | Saison régulière | Saison régulière | Saison régulière |   | Séries éliminatoires | Séries éliminatoires | Séries éliminatoires | Séries éliminatoires | Séries éliminatoires |
| Saison    | Équipe                      | Ligue | PJ | B                | A                | Pts              | Pun              | PJ               | B | A                    | Pts                  | Pun                  |                      |                      |
| 2014-2015 | Storm de Tri-City           | USHL  | 35 | 6                | 7                | 13               | 8                | 7                | 0 | 2                    | 2                    | 0                    |                      |                      |
| 2015-2016 | Storm de Tri-City           | USHL  | 56 | 25               | 22               | 47               | 46               | 11               | 9 | 7                    | 16                   | 4                    |                      |                      |
| 2016-2017 | Broncos de Western Michigan | NCHC  | 36 | 12               | 17               | 29               | 53               | -                | - | -                    | -                    | -                    |                      |                      |
| 2017-2018 | Broncos de Western Michigan | NCHC  | 22 | 15               | 15               | 30               | 29               | -                | - | -                    | -                    | -                    |                      |                      |
| 2018-2019 | Broncos de Western Michigan | NCHC  | 22 | 8                | 7                | 15               | 20               | -                | - | -                    | -                    | -                    |                      |                      |
| 2019-2020 | Broncos de Western Michigan | NCHC  | 26 | 10               | 13               | 23               | 17               | -                | - | -                    | -                    | -                    |                      |                      |
| 2020-2021 | Flyers de Philadelphie      | LNH   | 14 | 4                | 3                | 7                | 4                | -                | - | -                    | -                    | -                    |                      |                      |
| 2020-2021 | Phantoms de Lehigh Valley   | LAH   | 10 | 4                | 5                | 9                | 9                | -                | - | -                    | -                    | -                    |                      |                      |
| 2021-2022 | Flyers de Philadelphie      | LNH   | 1  | 0                | 0                | 0                | 0                | -                | - | -                    | -                    | -                    |                      |                      |
| 2022-2023 | Phantoms de Lehigh Valley   | LAH   | 28 | 10               | 7                | 17               | 4                | -                | - | -                    | -                    | -                    |                      |                      |
| 2022-2023 | Flyers de Philadelphie      | LNH   | 60 | 9                | 6                | 15               | 36               | -                | - | -                    | -                    | -                    |                      |                      |
| 2023-2024 | Phantoms de Lehigh Valley   | LAH   | 46 | 10               | 7                | 17               | 44               | -                | - | -                    | -                    | -                    |                      |                      |
| 2023-2024 | Admirals de Milwaukee       | LAH   | 14 | 3                | 2                | 5                | 7                | 4                | 1 | 1                    | 2                    | 2                    |                      |                      |
| 2024-2025 | Barys                       | KHL   | 12 | 2                | 0                | 2                | 16               | -                | - | -                    | -                    | -                    |                      |                      |

## Trophées et honneurs personnels

### USHL
- 2015-2016 : meilleur joueur de la Coupe Clark.